# フィアー・フロム・デプス
『フィアー・フロム・デプス』（原題：Sea Beast、別題：Troglodyte）は、アメリカ合衆国の映画。アメリカ合衆国ではSyfyで放送され、マンイーターシリーズの一環としてDVDリリースされた。

## あらすじ
北米のとある漁村では漁業関係者が何者かによって海中に引きずり込まれる事件が多発しており、船長のウィルと海洋生物学者のダニーが調査にあたっていた。
すると、何者かに食い荒らされた死体がいくつか見つかった。現場には粘液が飛散しており、それを調べたアーデンは、海の生態系が変化していることに気付き、ある怪物が暗躍しているという結論にたどり着いた。
同じころ、ウィルの娘カーリーは、船乗りのダニーとともに離島でデートをしていた。そして、その怪物は離島にまで迫ってきていた。

## キャスト
| 役名                     | 俳優                           | 日本語吹替 |
| ------------------------ | ------------------------------ | ---------- |
| ウィル・マッケンナ       | コリン・ネメック               | 大橋吾郎   |
| アーデン                 | カミール・サリヴァン           | 日野由利加 |
| ダニー                   | ダニエル・ウィスラー           | 須藤翔     |
| カーリー・マッケンナ     | ミリアム・マクドナルド         | 市川ひかる |
| ジェイ・マッケンナ保安官 | ゲイリー・ハドソン             |            |
| エリン                   | クリスティ・ラング             | 梨花まゆり |
| ドリュー                 | ブランドン・ジェイ・マクラレン |            |
| バーバラ                 | グウィニス・ウォルシュ         |            |
| ベン                     | ブレント・ステイト             |            |
| ジョーイ                 | ダグラス・チャプマン           |            |

- その他の声の吹き替え：田村聖子／松本大／山口森広／斉藤次郎／仲野裕／利根健太朗